# 西丰站
西丰站，位于中华人民共和国辽宁省铁岭市西丰县西丰镇，是辽开铁路上的火车站，建于1926年，由沈阳铁路局管辖。

## 歷史
第一代站房建于1926年。1960年新建第二代站房。2010年重建开源铁路时，第二代站房拆除，在原址上新建第三代站房。
第一代站房于2018年9月7日被拆除，旧址改造为公园。

## 車站周邊
- 西丰县物价局
- 西丰县财会职工学校
- 西丰县民政局
- 西丰县卫生监督所
- 西丰县鹿业科学研究所
- 西丰县第一医院
- 西丰县丰源北方玉米育种研究所
- 西丰县西丰镇人民政府
- 中国农业银行西丰鹿城分理处
- 西丰镇医院
- 中国邮政储蓄银行西丰县大通营业所
- 西丰县教育局
- 西丰县第一中学
- 西丰县第二高中
- 中国农业发展银行西丰县支行
- 西丰鹿城村镇银行

## 外部連結
- 中国铁路客户服务中心（页面存档备份，存于）